# Dryden (Michigan)
Dryden – wieś w Stanach Zjednoczonych, w stanie Michigan, w hrabstwie Lapeer.